# Улица Юдашкина
Улица Юдашкина (укр. Вулиця Юдашкіна) — улица в Деснянском районе города Чернигова, исторически сложившаяся местность (район) Певцы. Пролегает от улицы Певцы (Ривкина) до улицы Черниговская. 
Нет примыкающих улиц.

## История
Согласно Топографической карте М-36-015, по состоянию местности на 1985 год улица была проложена.
Переименована, после вхождения села Певцы в состав города Чернигова, для упорядочивания названий улиц, поскольку в Чернигове уже была улица с данным названием (район Бобровица).
Изначально, в 2009 году городской комиссией по переименованию улиц, улицу рекомендовалось переименовать на улицу В. Сухомлинского.
Исходя из предложений комиссии по упорядочиванию наименований улиц по увековечению памяти, 23 ноября 2010 года получила современное название — в честь Героя Советского Союза, уроженца Чернигова Гирша Хацкелевича Юдашкина, согласно Решению Черниговского городского совета (городской глава А. В. Соколов) 48 сессии 8 созыва «Про переименование улиц города» («Про перейменування вулиць міста»).

## Застройка
Парная и непарная стороны улицы заняты усадебной застройкой. Застроена частично, сильно извилистая в плане.
Учреждения: нет